# Бер-Крік (округ Мерсед, Каліфорнія)
Бер-Крік (англ. Bear Creek) — переписна місцевість (CDP) в США, в окрузі Мерсед штату Каліфорнія. Населення — 273 особи (2020).

## Географія
Бер-Крік розташований за координатами 37°17′48″ пн. ш. 120°25′4″ зх. д. / 37.29667° пн. ш. 120.41778° зх. д. (37.296601, -120.417676).  За даними Бюро перепису населення США в 2010 році переписна місцевість мала площу 0,15 км², уся площа — суходіл.

## Демографія
Згідно з переписом 2010 року, у переписній місцевості мешкало 290 осіб у 82 домогосподарствах у складі 61 родини. Густота населення становила 1954 особи/км².  Було 90 помешкань (606/км²).
Расовий склад населення:
| - 53,8 % — білих - 4,8 % — азіатів - 1,4 % — чорних або афроамериканців - 0,7 % — корінних американців - 32,1 % — осіб інших рас |

До двох чи більше рас належало 7,2 %. Частка іспаномовних становила 58,6 % від усіх жителів.
За віковим діапазоном населення розподілялося таким чином: 30,7 % — особи молодші 18 років, 62,4 % — особи у віці 18—64 років, 6,9 % — особи у віці 65 років та старші. Медіана віку мешканця становила 27,0 року. На 100 осіб жіночої статі у переписній місцевості припадало 132,0 чоловіків;  на 100 жінок у віці від 18 років та старших — 118,5 чоловіків також старших 18 років.
Цивільне працевлаштоване населення становило 24 особи. Основні галузі зайнятості: освіта, охорона здоров'я та соціальна допомога — 100,0 %.